# Guarda (Grisones)
Guarda es una localidad y antigua comuna suiza del cantón de los Grisones, ubicada en el distrito de Inn, círculo de Sur Tasna, en el valle de la Engadina. Limita al norte con las comunas de Gaschurn (AT-8) y Galtür (AT-8), al este y sureste con Ardez, y al suroeste y oeste con Lavin. Desde el 1 de enero de 2015 forma parte de la comuna de Scuol, tras su fusión con las comunas de Ardez, Ftan, Sent y Tarasp.
La población se caracteriza por una cantidad significativa de hablantes del dialecto vallader del romanche.

## Personajes
- Selina Chönz